# Ось така музика
«Ось така музика» (рос. «Вот такая музыка») — радянський художній фільм, знятий у 1981 році кінорежисером  Ольгердом Воронцовим.

## Сюжет
Випускниця музично-педагогічного училища по класу акордеона, співачка Людмила, приїжджає за розподілом в село Горбачі Нечорнозем'я на посаду завідувачки клубу. По дорозі від річкового причалу її підвозить молодий водій, який виявився головою колгоспу. В колгоспі роблять все можливе, щоб втримати молоду спеціалістку: надають облаштовану кімнату, підключають телефон, встановлюють кольоровий телевізор, дарують акордеон. Хоча Людмила Василівна, яка скептично ставиться до всього сільського, поставила собі за мету якомога швидше повернутися в місто, молодий і нещодавно розведений голова колгоспу не збирається відпускати її раніше трирічного терміну, і при цьому закохується в неї. Поступово, уживаючи в місцевий побут, переймаючись турботами жителів і відчуваючи виникле відповідне почуття до голови, Людмила починає коливатися в своєму бажанні поїхати назад.

## У ролях
- Ірена Дубровська —  Люся, Бєляєва Людмила Василівна
- Борис Невзоров —  Казарін Степан Андрійович, голова колгоспу
- Віра Титова —  тітка Нюра, мама Павла
- Євген Шутов —  Дитятін Денис Трохимович, член правління колгоспу
- Семен Морозов —  Павло, моряк, син тітки Нюри
- Олексій Кожевников —  Коробов, шкільний викладач літератури
- Галина Гудова —  Дуся, наречена Кравцова
- Ольга Лебзак —  бабця Марія
- Костянтин Адашевський —  дід Максим
- Георгій Антонов —  Сергій Кравцов, ветеринар
- Віктор Іллічов —  Федя, кіномеханік
- Юрій Медведєв —  Іван Дмитрович
- Ірина Мурзаєва —  Анисья Петрівна, прибиральниця
- В'ячеслав Хованов —  Венька, гармоніст
- Любов Тищенко — епізод

## Знімальна група
- Автор сценарію: Борис Шустров
- Постановка:  Ольгерд Воронцов
- Головний оператор: Борис Шапіро
- Композитор:  Георгій Портнов
- Художник-постановник:  Володимир Хотиненко
- Текст пісень:  Гліб Горбовський